# Liste des députés de Palerme
La liste des députés de Palerme recense les représentants de la capitale sicilienne à la Chambre des députés depuis 1861.

## Royaume d'Italie

### Élections législatives de 1861
- Palermo I : Emerico Amari bat Francesco Paolo Perez en janvier et Giacomo Longo en juin. Démissionnaire, il est remplacé en avril 1864 par Giovanni Raffaele contre Salesio Balsano et Mariano Indelicato
- Palermo II : Nicolò Turrisi Colonna bat Michele Amari et Paolo Paternostro. Démissionnaire le 1er dicembre 1862, son siège est gagné le 11 janvier 1863 par Charles Laurenti Robaudi contre Vincenzo Errente et Giovanni Raffaele, qui démissionne à son tour mais est réélu face à Giuseppe Garibaldi le 31 janvier 1864.

- Palermo III : Vincenzo Fardella di Torrearsa bat Francesco Crispi, mais également élu à Trapani, il laisse son siège vacant au profit d'Antonio Mordini élu le 14 avril 1861 contre Francesco Di Giovanni et Lorenzo Cotti marquis di Roccaforte

- Palermo IV : Giacinto Carini bat Francesco Ferrara et Pasquale Calvi

### Élections législatives de 1865
- Lorenzo Di Roccaforte Cottù bat Vincenzo Errante et Francesco Crispi
- III : Antonio Mordini bat le prince de Lampedusa et Paolo Morello

- IV : Vito D'Ondes-Reggio

### Élections législatives de 1867
- Lorenzo Di Roccaforte Cottù bat Paolo Morello. Il démissionne et est remplacé par Pietro Ugo delle Favare dont l'élection face Gaetano Spina et Paolo Maltese les 26 janvier et 2 février est anullée le 20 mars 1868, et est réélu le 26 aprile 1868 contre Gaetano Spina.

### Élections législatives de 1870
- le régionaliste Francesco Ferrara contre l'écrivain Paolo Emiliani Giudici
- les démocrates Paolo Paternostro et le baron Giovanni Riso, et le modéré Corrado Lancia di Brolo.

### Élections législatives de 1874
- Francesco Ferrara face au professeur Gaspare D'Asdia

### Élections législatives de 1876
- Francesco Ferrara face à l'avocat Diego Tajani D'Asdia Gaspare prof.
- Morana,
- Tumminelli
- Caminneci.

### Élections législatives de 1880
- première circonscription de Palerme : Francesco Crispi bat Palizzolo - malgré le soutien du ministre de l'Intérieur Depretis, par l'intermédiaire du préfet Bardesono - grâce aux voix des modérés de Rudini. Etaient également candidat Giaccomo Pagano et Francesco Ferrara, battus
- Mariano Indelicato,
- G.B. Morana
- Valentino Caminneci, avec des voix de modérés et de régionalistes.

### Élections législatives italiennes de 1882
A partir de 1882, l'élection se fait par scrutin de liste pur 5 députés.
- Francesco Crispi (gauche)
- Morana (gauche)
- Caminneci (gauche)
- Indelicato (gauche)
- Simone Cuccia (modéré)

### Élections législatives italiennes de 1886
- Paternostro, Cuccia, Crispi, Puglia et Amato Pojero

### Élections législatives italiennes de 1890
- Francesco Crispi
- Michele Amato Pojero
- Simone Cuccia
- Antonio Marinuzzi
- Angelo Muratori

Élections législatives italiennes de 1892
A partir de 1892, Palerme est divisée en quatre circonscriptions.
- Palerme I (Palazzo Reale) Palizzolo contre Marinuzzi
- Palerme II Crispi
- Palerme III (Molo) Trabia contre Muratori
- Palerme IV Simone Cuccia (Tribunaux) contre Valentino Caminneci soutenu par la mafia

### Élections législatives de 1895
- Palermo I : Raffaele Palizzolo (régionaliste) bat largement le socialiste Bernardino Verro
- Palermo II : Francesco Crispi (gauche) bat le socialiste Nicola Barbato
- Palermo III :  Pietro Lanza prince de Trabia (modéré) bat le socialiste Giuseppe De Felice Giuffrida
- Palermo IV : Rosario Garibaldi Bosco (socialiste) bat Augusto Laganà. Scrutin annulé. Il bat en août Vincenzo Cervello. Scrutin de nouveau annulé. Pietro Bonanno est élu en mai 1896 Alessandro Paternostro et Garibaldi Bosc

### Élections législatives de 1897
- Pietro Bonanno face à Alessandro Paternostro et Rosario Bracciante

### Élections législatives de 1900
- I : Giuseppe Di Stefano
- II : Crispi puis Antonio Marinuzzi
- III Trabia
- IV : Giuseppe Marchesano contre Pietro Bonanno

### Élections législatives de 1904
- - Di Stefano
  - Marinuzzi,
  - Trabia
  - Bonanno > Dell'Arenella

### Élections législatives de 1909
- - Di Stefano
  - Antonino Pecoraro Lombardo contre Marinuzzi
  - Trabia bat facilement le maçon Nunzio Nasi
  - Giuseppe Valguarnera Dell'Arenella

### Élections législatives de 1913
- - I : Nunzio Nasi bat le giolitain Di Stefano, mais préférant son siège de Trapani, il échoue à faire élire son fils Virgilio qui est vaincu lors de l'élection partielle par Di Stefano.
  - ii : Empedocle Restivo
  - III : l'entrepreneur anti-giolitain radical Renzo Barbera bat le riche commerçant d'agrumes Nicolò Zito,
  - IV : le socialiste Alessandro Tasca bat le docteur Francesco Clemente, conseiller municipal catholique depuis 1897.

L'influence de la ville centrale déborde sur la province puisque plusieurs Palermitains sont élus à Prizzi (Camillo Finocchiaro Aprile), Corleone (Andrea Finocchiaro Aprile), Partinico avec (Vittorio Emanuele Orlando), Caccamo (Gaetano Mosca), Cefalù (Aurelio Drago). Les provinciaux ne disposaient plus que des trois collèges de Termini (Aguglia), Monreale (Balsano) et Petralia Sottana (Rossi).

### Élections législatives de 1919
- - Union nationale : Vittorio Emanuele Orlando, Giuseppe Scialabba, Nicolò Zito, Giuseppe Lanza di Trabia, Vincenzo Di Salvo
  - Partito Democratico : Andrea Finocchiaro Aprile, Giovanni Lo Monte, Giuseppe Cirincione, Rosso Balsano
  - Parti populaire italien : Antonino Pecoraro Lombardo, Giuseppe Jannelli
  - Parti socialiste réformateur : Aurelio Drago.

Le Scrutin proportionnel plurinominal est introduit à l'échelle d'une circonscription qui englobe toute la province, en remplacement du système uninominal. La nomination de plusieurs députés au Sénat et le retrait d'autres, augmentent les chances des nouveaux candidats. Le parti radical est divisé entre partisans et opposants du gouvernement, les libéraux soutenant l'ancien Premier ministre Orlando, tandis que d'autres factions soutiennent l'administration communale et le Parti démocratique mené par Finocchiaro Aprile. La mafia partage son soutien à diverses listes.
Les élections voient la victoire des listes d'Orlando et de Finocchiaro Aprile. Deux candidats de premier plan, Tasca et Restivo, sont battus et ne reviendront plus au premier plan, au profit de nouveaux acteurs politiques, comme Giuseppe Scialabba et Giovanni Lo Monte, possédant des liens solides avec la mafia locale et des intérêts économiques dans les zones rurales. Les notables de la ville sans présence hors de Palerme sortent pénalisés de ces élections qui portent à la députation plus de provinciaux que de Palermitains (Orlando, Finocchiaro Aprile, Zito, Scordia, Di Salvo), qui passent de neuf à cinq élus sur douze dans la province. 
- 1921

- - Parti agrarien : Pietro Lanza di Scalea, Giuseppe Pucci di Benisichi
  - Parti démocratique : Andrea Finocchiaro Aprile
  - Union nationale : Vittorio Emanuele Orlando, Giuseppe Scialabba, Cirincione , Giuseppe Lanza di Trabia, Vincenzo Di Salvo, Drago
  - Ppi : Pecoraro, Francesco Termini,

Ce scrutin confirme les trois quarts des députés sortants de la province de Palerme. Le succès du parti agraire, qui fait élire Scalea, auparavant député de Caltanissetta, et Pucci, se fait au détriment de la liste démocratique des partisans de Nitti, qui ne conserve que le siège de Finocchiaro Aprile, qui avait fait campagne sur le thème de la décentralisation administrative, qu'il reprendra après la Seconde Guerre mondiale à la tête du Mouvement pour l'indépendance de la Sicile. L'Union nationale d'Orlando agrège l'ancien démocrate Cirincione, les anciens combattants, des réformateurs sociaux (Drago, Tasca et Raja) et des radicaux (Armò et Germanà), et gagne, par rapport à 1919, le siège de Drago, remplace Zito par Cirincione et confirme les sortants Orlando, Scialabba, Scordia et Di Salvo. Alessandro Tasca est parmi les plus votés de la ville mais pas dans le reste de la province, l'empêchant d'être élu. Le PPI obtient la réélection du sous-secrétaire aux colonies Pecoraro et l'élection de l'avocat et conseiller provincial Francesco Termini, qui succède à Jannelli, incarcéré.
Les socialistes officiels et le Partito Democratico del Lavoro de Rossi n'obtiennent aucun siège, tandis que les communistes n'ont pas présenté pas de liste.

### 1924
La nouvelle loi électorale, dite loi Acerbo, fait de la Sicile une circonscription unique, et instaure un bonus majoritaire, avec 38 sièges pour la liste majoritaire et 19 pour les minorités. Ce mécanisme pousse vers la retraite de nombreux notables à se présenter sur la Liste nationale en divisant l'opposition au fascisme dont le succès est ainsi accentué.
Des violences émaillent la campagne électorale et des fraudes persistent lors du scrutin. La mafia de la province soutient le plus souvent la liste nationale, sauf à San Mauro Castelverde et dans la région de Corleone, où elle préfère le candidat de la liste de la Démocratie sociale Lo Monte, que le prince de Scalea n'avait pas réussi à faire inscrire sur la liste. A Palerme, les trois camps les plus importants sont dirigés par Orlando, Restivo et Balsano.
La liste nationale fait élire tous ces candidats grâce à la prime à la majorité. Parmi les Palermitains, on compte Orlando, Cucco, Di Marzo, Jung, La Bella, les princes de Scalea et de Scordia, l'avocat Francesco Musotto, le professeur archéologue Biagio Pace, et le général Di Giorgio. 
Parmi les listes minoritaires, celle de la Democrazia Sociale obtient le meilleur score, avec la reconduction de plusieurs députés dont Nunzio Nasi et Lo Monte, et l'élection de Restivo. La liste de l'Unione Siciliana comprend Finocchiaro Aprile, ancien fondateur de Democrazia Sociale, et d'autres démocrates et réformateurs sociaux, dont La Loggia, Giuffrida et Balsano mais ne parvient pas à faire réélire Finocchiaro Aprile et Balsano. Le score du PPI permet à Termini de rester député contrairement à Pecoraro.
Si la liste nationale a recueilli 68 % des suffrages dans l'ensemble de la circonscription de Sicile, son score tombe à 30 % (8 564 voix sur 28 218 votants) à Palerme, contre 24 % à la liste de Finocchiaro Aprile, 18,5 % aux sociaux-démocrates, 17,5 % aux trois listes "subversives" et un peu plus de 6 % au Ppi.
- 1929
- 1934

## République italienne
- 1946
- 1948
- 1953
- 1958
- 1963
- 1968
- 1972
- 1976
- 1979
- 1983
- 1987
- 1992
- 1994
- 1996
- 2001
- 2006
- 2008
- 2013
- 2018

La ville de Palerme est divisée en 3 collèges 
- - Collegio uninominale Sicilia 1 - 01 (Resuttana - San Lorenzo) : Aldo Penna (Mouvement 5 étoiles)
  - Collegio uninominale Sicilia 1 - 02 (Libertà) : Giorgio Trizzino (Mouvement 5 étoiles)
  - Collegio uninominale Sicilia 1 - 03 (Settecannoli) : Roberta Alaimo (Mouvement 5 étoiles)

- 2022

La ville de Palerme est divisée en 2 collèges au sein de la circonscription Sicilia 1 : 
- - Collegio uninominale Sicilia 1 - 01 (Settecannoli) : Davide Aiello (Mouvement 5 étoiles)
  - Collegio uninominale Sicilia 1 - 02 (Palermo Resuttana-S.Lorenzo - Monreale) : Carolina Varchi (Frères d'Italie)